# يوري سيمين
يوري سيمين (بالروسية: Юрий Павлович Сёмин)‏ (11 مايو 1947 بأورينبورغ في روسيا - ) هو مدرب كرة قدم ولاعب كرة قدم روسي (وحمل سابقاً جنسية الاتحاد السوفيتي) في مركزي الوسط والهجوم. لعب مع دينامو موسكو وسبارتاك موسكو وسيبير نوفوسيبيريسك ولوكوموتيف موسكو ونادي كايرات ونادي كوبان كراسنودار وFC Oryol ‏.

## وصلات خارجية
- يوري سيمين على موقع قاعدة بيانات كرة القدم.إي يو (الإنجليزية)
- يوري سيمين على موقع Soccerway.com (الإنجليزية)